# Guy de Gastyne
Guy Georges Benoist dit Guy de Gastyne est un chef décorateur français, né le 10 mai 1888 à Neuilly-sur-Seine, et, mort le 3 février 1972 à Créteil.
Il est le fils de l'écrivain Jules de Gastyne, et le frère du réalisateur Marco de Gastyne.

## Filmographie
- 1932 : Mimi Pandore de Roger Capellani
- 1932 : Affaire classée de Charles Vanel
- 1932 : L'Âne de Buridan d'Alexandre Ryder
- 1933 : Charlemagne de Pierre Colombier
- 1934 : Rothchild de Marco de Gastyne
- 1934 : Miquette et sa mère d'Henri Diamant-Berger
- 1934 : Arlette et ses papas de Henry Roussel
- 1934 : J'ai une idée de Roger Richebé
- 1936 : La Porte du large de Marcel L'Herbier
- 1936 : La Brigade en jupons de Jean de Limur
- 1936 : Samson de Maurice Tourneur
- 1937 : Naples au baiser de feu d'Augusto Genina
- 1938 : La Tragédie impériale de Marcel L'Herbier
- 1938 : Katia de Maurice Tourneur
- 1939 : Le Train de 8 heures 47 de Henry Wulschleger
- 1939 : Entente cordiale de Marcel L'Herbier
- 1940 : L'Homme du Niger de Jacques de Baroncelli
- 1941 : L'Acrobate de Jean Boyer
- 1941 : L'Assassinat du Père Noël de Christian-Jaque
- 1942 : Mam'zelle Bonaparte de Maurice Tourneur
- 1943 : Adrien de Fernandel
- 1943 : Le Val d'enfer de Maurice Tourneur
- 1943 : Untel père et fils de Julien Duvivier
- 1944 : La Vie de plaisir d'Albert Valentin
- 1944 : Cécile est morte, de Maurice Tourneur
- 1945 : Les Caves du Majestic de Richard Pottier
- 1947 : Six heures à perdre d'Alex Joffé et Jean Lévitte
- 1947 : Le destin s'amuse d'Emil Edwin Reinert
- 1947 : L'Éventail d'Emil-Edwin Reinert
- 1948 : Les Parents terribles de Jean Cocteau
- 1949 : Une femme par jour de Jean Boyer
- 1950 : L'Homme de joie de Gilles Grangier
- 1951 : El sueño de Andalucia de Luis Lucia Mingarro
- 1952 : Le Chemin de Damas de Max Glass